# 上帝与新物理学
《上帝与新物理学》（英語：God and the New Physics）是由英国科学家保罗·戴维斯于1984年撰写的一本科学书籍。湖南科学技术出版社出版了其简体中文版，并归入其《第一推动丛书》。

## 概述
从根本上说，该书讲的是宇宙学，尽管书中提到了多种科学，例如：物理学、数学、神经科学和哲学。它涉及了各种各样的哲学问题，例如上帝、奇迹、自由意志、时间和意识的本质。戴维斯试图解释宗教和科学不断变化的角色，以及物理学对某些问题提供见解的方式，而这些问题曾经被视为宗教问题或哲学问题。
该书的深度适合于从专家到初学者的各种读者。